# Капара Семен Макарович
Капара Семен Макарович (народився у місті Люботин, Харківської області у 1894 році (за іншими даними — 1896 р.), помер 20 березня 1971 року у місті Одеса) — оперний співак (тенор).

## Біографія
Здобув початкову освіту в Люботині, де і почав виступати, вражав слухачів своїм ліричним тенором. Виконував переважно українські пісні та ліричні романси. Вокальну освіту здобув в Київській консерваторії до якої вступив у 1920 році, а закінчив у 1924 році. У консерваторії його викладачем був відомий вокальний педагог Е. Гандольфі.
Перші успіхи на оперній сцені зробив у місті Свердловськ. З 1926 по 1931 роки був солістом Одеського оперного театру. Відомий оперний диригент С. Столерман відзначав виняткову музичну культуру співака при створенні музичного образу в оперних виставах.

## Партії
- Андрій. «Запорожець за Дунаєм». С. Гулак-Артемовський
- Петро. «Наталка-Полтавка». М. Лисенко
- Рудковський. «Кармелюк».
- Ленський. «Євген Онєгін». П. Чайковський.